# Хели-Хатчинсон, Ричард, 8-й граф Донамор
Ричард Майкл Джон Хели-Хатчинсон, 8-й граф Донамор (англ. Richard Michael John Hely Hutchinson, 8th Earl of Donoughmore; 8 августа 1927 — 25 апреля 2025) — ирландский пэр и политик.

## Биография
Родился 8 августа 1927 года в семье Джона Хели-Хатчинсона, 7-го графа Донамора, и его супруги Дороти Джин Хотэм. Получил образование в Винчестерском колледже, школе Гротон и Новом колледже, получив диплом врача. Во время службы в Королевском армейском медицинском корпусе он получил звание капитана. 
В 1981 году он унаследовал титулы своего отца. Ричард Хели-Хатчинсон заседал в Палате лордов, но после принятия Закона о Палате лордов 1999 года он потерял своё место.

## Брак и дети
Его первой женой была Шейла Парсонс, от брака с которой у него есть четверо детей. Леди Донамор умерла в 1998 году и в 2003 году он женился на Маргарет Стоунхаус. 
Он жил в Оксфордшире и являлся отцом издателя Тима Хели-Хатчинсона и художника Николаса Хели-Хатчинсона. Младший брат Ричарда Хели-Хатчинсона Марк был генеральным директором Банка Ирландии. 
Скончался 25 апреля 2025 года на 98-м году жизни.